# The Surge 2
The Surge 2 est un jeu vidéo d'action-RPG édité par Focus Home Interactive et développé par Deck13 Interactive. Il est sorti le 24 septembre 2019 sur Windows, Xbox One et PlayStation 4.
Il fait suite à The Surge sorti le 16 mai 2017.

## Histoire
À la suite du virus qui s'est propagé au cœur de la multinationale CREO, la situation s'est aggravée puisque la ville de Jericho est maintenant contaminée par le virus. 

## Système de jeu
Contrairement au premier épisode qui nous imposait un personnage, le joueur pourra désormais créer son propre personnage.